# Rhampholeon beraduccii
Rhampholeon beraduccii är en ödleart som beskrevs av  Jean Mariaux och TILBURY 2006. Rhampholeon beraduccii ingår i släktet Rhampholeon och familjen kameleonter. Inga underarter finns listade i Catalogue of Life.